# Daniël Robberechts
Daniël Robberechts (Etterbeek, 8 mei 1937 – Everbeek, 27 mei 1992) was een Vlaams schrijver.

## Biografie
In 1968 debuteerde Robberechts met De labiele stilte, een relatief traditionele roman waarin jongeren in gesprek zijn over hun relaties. Vanaf het werk Tegen het personage, dat eveneens in 1968 verscheen, wordt duidelijk dat Robberechts zich van literaire conventies afkeert en eerder voor experimentele vormen kiest. In 1969 volgde De grote schaamlippen (dat een titelwijziging kende bij de herdruk: nadien was de titel Open boek), waarin Robberechts zich toelegt op de zelfbeschrijving, waarbij eerlijkheid voor hem van groot belang is. Ook publiceerde Robberechts meerdere dagboeken (Dagboek '64-'65' (1984) en Dagboek '66-'68 (1987), waarin hij probeerde een zo eerlijk mogelijk beeld van zichzelf neer te zetten. In 1992 pleegde Robberechts zelfmoord. In 1994 verscheen postuum T⊗T: Nagelaten werk, een negendelige onafgemaakte poging tot 'het totaalboek'.